# Palazzo Ciancio (Adrano)
Il Palazzo Ciancio è un palazzo storico di Adrano, in provincia di Catania.

## Storia e descrizione
È il maggior palazzo nobiliare di Adrano per importanza e per dimensioni, e fu fatto edificare nel XV secolo per volontà del barone Scipione Ciancio, esponente della nobile famiglia Ciancio .
Costruito interamente in pietra lavica, si trova ubicato in via San Filippo nel quartiere San Pietro, di fronte alla chiesa sconsacrata di San Francesco di Paola (anch'essa fatta costruire dai Ciancio alla fine del XVII secolo come cappella privata), e si estende per un ampio isolato.
Il suo stile architettonico si presenta in stile barocco etneo per una porzione, elevato su due livelli formato da un portale d'ingresso con arco a tutto sesto, sormontato dal balcone d'onore e tre balconi secondari, mentre per l'altra porzione lo stile è più simile ad un liberty con elementi neoclassici, elevato su tre livelli, il cui prospetto è dotato di un portale avente forma tricentrica affiancato da un balconcino e due finestre, di un'unica ampia balconata con tre grandi finestre al primo piano, e due balconi al secondo. 
All'interno vi si trovano degli affreschi settecenteschi del pittore acese Giuseppe Grasso Naso (1726-1791)
Con D.A. n. 01613 del 22 giugno 1978 emesso dalla Regione Siciliana, il palazzo Ciancio è stato dichiarato di notevole interesse storico-artistico e vincolato ai sensi della legge del 1º giugno 1939 n. 1089, in quanto "costituisce nelle sue parti superstiti, una pregevole testimonianza della locale architettura del XV secolo'".